# Kenneth Arnold
Pour les articles homonymes, voir Arnold.

Extrait du témoignage écrit de Kenneth Arnold comportant le dessin d'un « objet arrondi à l'avant et triangulaire à l'arrière », document remis à l'armée de l'air le 12 juillet 1947.

Kenneth Albert Arnold, né le 29 mars 1915 à Sebeka (Minnesota) et mort le 16 janvier 1984 à Bellevue (État de Washington), est un chef d'entreprise et aviateur américain étant à l'origine, en 1947, de ce qui passe pour la première observation médiatisée de « soucoupes volantes ».

## L'observation
Le mardi 24 juin 1947, Kenneth Arnold, qui dirige une compagnie de matériel anti-incendie à Boise (Idaho), membre du « Search and Rescue Mercy Flyer », rapporte avoir vu neuf objets volants inhabituels près du mont Rainier alors qu'il effectue un déplacement à bord de son avion privé — un CallAir A-2 — entre Chealis et Yakima, déplacement qu'il met à profit pour rechercher un avion militaire disparu en décembre 1946. Arnold décrivit des objets d'une forme inhabituelle, arrondis à l'avant et triangulaires à l'arrière, et dotés d'une vitesse prodigieuse, plus de deux fois la vitesse du son (aucun avion n'a encore franchi le mur du son à l'époque). C'est cette histoire, largement diffusée par l'Associated Press, qui est à l'origine de la controverse sur les « soucoupes volantes » (en anglais « flying saucer » ou « flying disk ») devenues par la suite ovnis (objets volants non identifiés) ou plus rarement pan (phénomène aérospatial non identifié).

## Les différentes versions de l'histoire
L'histoire de l'observation de Kenneth Arnold a longtemps été décrite de façon inexacte, à partir de sources incomplètes. Les rares enquêtes réalisées par des chercheurs privés, sur l'observation d'Arnold ou sur cette période de l'histoire des ovnis, ont fait l'objet de publications confidentielles. La majorité des auteurs de livres sur les ovnis se sont contentés de reprendre les versions de « l'affaire Arnold » données par les auteurs qui les avaient précédés.
Selon les versions les plus souvent publiées, Arnold se serait posé à Yakima après avoir fait son observation, aurait discuté avec des amis pilotes, puis serait reparti en direction de Pendleton où il aurait été accueilli par des journalistes qui avaient eu vent de l'affaire.
Certains historiens et spécialistes de la question, notamment le chercheur américain Loren Gross ou le sociologue Pierre Lagrange, ont montré qu'aucun journaliste n'était présent parmi les personnes qui se trouvaient à Pendleton. Ils n'interviendront qu'à partir du lendemain. Pour l'instant, Arnold tente de contacter la permanence du FBI (il n'y a pas de bureau local de l'agence), sans résultat. Il passe la nuit dans cette petite ville du nord-est de l'Oregon et c'est le lendemain, après avoir discuté avec un inconnu qui aurait lui aussi observé des phénomènes étranges quelque temps plus tôt, que Kenneth Arnold se rend à la rédaction du quotidien local, l’East Oregonian.
Le chercheur américain Loren Gross est le premier à être jamais retourné consulter les articles publiés à la suite de la rencontre qu'Arnold a alors eue avec deux journalistes, Nolan Skiff et Bill Bequette (1917-2011). Mais la publication qu'il a réalisée à la suite de son enquête ayant eu une diffusion très restreinte, les faits qu'il a rapportés n'ont été repris par personne. Il faut attendre la publication d'un texte de Pierre Lagrange dans un ouvrage collectif en anglais, puis de deux autres textes deux ans plus tard dans des revues d'anthropologie en français, pour que la rencontre entre Arnold, Skiff et Bequette soit largement diffusée et reprise. Lagrange a reconstitué le déroulement exact des faits et, en 1988, il a même rencontré l'un des deux journalistes, Bill Bequette (Nolan Skiff est décédé en 1970), qui résidait alors dans l'État de Washington. D'après les souvenirs livrés par Bequette, c'est au cours de cet entretien du 25 juin 1947 qu'un détail livré par Arnold conduisit par erreur à l'invention de l'expression « flying saucer ». Arnold décrit à nouveau son observation aux deux journalistes. Il leur explique notamment que les objets se déplaçaient de façon irrégulière, « comme une soucoupe que vous feriez ricocher sur l'eau » (« like a saucer if you skipped it across the water »).
À partir de ces informations, Bill Bequette rédige un petit article qui paraît dans l'édition du jour de l’East Oregonian. Il adresse aussi une dépêche à l'Associated Press à Portland. Il apprend à son retour de déjeuner, en début d'après-midi, que la dépêche a été diffusée sur le réseau national de l'AP, où elle a suscité l'intérêt de très nombreuses rédactions de presse. Bill Bequette retourne donc s'entretenir avec Arnold à son hôtel et téléphone de nouvelles informations à l'AP de Portland. C'est à la suite de la parution des articles le lendemain dans la presse et des commentaires faits à la radio que les expressions « soucoupe volante » et « disque volant » seront inventées par les journalistes.
Pourtant Arnold n'a jamais décrit d'objets « en forme » de soucoupe, mais des objets « se déplaçant » comme des soucoupes faisant des ricochets sur l'eau. Dans la semaine qui suivit, des centaines d'observations similaires seront rapportées par des témoins qui reprendront ces termes pour les désigner. D'autres témoins décrivirent au cours de cet été 1947 des « soucoupes volantes » sans leur attribuer la forme de soucoupes. Certains récits diffusés par la presse ont donc pu résulter du même genre de rédaction hâtive que l'article initial de Bill Bequette. Seule une enquête précise permettant de faire la part entre la description des témoins et la retranscription donnée par les journaux permettrait de trancher ce point.
Arnold se plaignit à de nombreuses reprises d'avoir été cité de façon inexacte et maintint que les objets avaient la forme d'un demi cercle à l'avant et d'un triangle à l'arrière. Il précisera aussi par la suite que l'un d'eux ressemblait à un « boomerang » ou un « croissant ».
La presse interrogea l'armée pour savoir si des engins expérimentaux étaient en vol. Mais l'US Air Force démentit être à l'origine de ces objets inexpliqués. De nombreux « experts » furent cités par les journaux, mais l'énigme demeure.
Arnold se transforma bientôt en enquêteur dans le but de réunir les preuves susceptibles de convaincre les sceptiques. Il se rendit notamment à Tacoma près de Seattle pour enquêter sur une observation étrange survenue trois jours plus tôt. L'affaire, connue depuis sous le nom d'incident de l'île Maury, tourna au drame lorsque les deux officiers du renseignement militaire appelés par Arnold en renfort s'écrasèrent avec l'avion qui les ramenait en Californie.
En 1952, Kenneth Arnold publia le livre The Coming of the Saucers, en compagnie de Raymond Palmer, un rédacteur en chef de magazines de science-fiction populaire, qui lui avait écrit dès le lendemain de la publication de son observation par la presse, et qui se tournera plus tard vers la publication de magazines consacrés au paranormal et aux ovnis. Dans cet ouvrage, Arnold décrit son observation du 24 juin 1947 ainsi que les événements qui suivirent, notamment l'enquête qu'il effectua un mois plus tard sur l'observation de l'île Maury, laquelle se révéla par la suite être un canular (malgré la controverse entretenue par certains auteurs qui tentèrent de relancer cette histoire).
Arnold n'affirma pas que les objets étaient des astronefs extraterrestres, bien qu'il ait dit : « étant de nature non américaine, si ce n'est pas fabriqué par notre science ou une autre force aérienne, j'incline à croire que cela est d'origine extraterrestre. » Après, il ajouta : « je ne pense pas que c'est quelque chose qui peut provoquer une hystérie populaire. » Il précisa qu'il avait fait son devoir de citoyen américain en rapportant son observation.
Arnold affirma également avoir vu les mêmes objets trois autres fois, et au moins huit autres pilotes volant dans le nord-ouest des États-Unis firent des observations similaires. Cependant, l'histoire originelle ne fut jamais corroborée. En fait, un pilote de DC-4 quelque 15 kilomètres plus loin ne constata rien d'inhabituel. Néanmoins, Arnold était un pilote expérimenté qui n'avait apparemment rien à gagner en fabriquant cette histoire. En effet, il ne semblait pas apprécier la publicité qui s'ensuivit, remarquant qu'« aucun d'entre nous n'apprécie les moqueries ». En outre, sa description resta justement cohérente, contrairement à d'autres, comme les autres premières histoires de rencontre d'ovnis, notamment l'affaire de Roswell.

## Explications sceptiques
Depuis 1947, de très nombreuses explications ont été proposées pour rendre compte de l'observation de Kenneth Arnold. Loin d'envisager qu'il ait pu voir des engins extraterrestres, Kenneth Arnold pensa tout d'abord avoir vu des engins expérimentaux américains ou des engins espions soviétiques. L'astrophysicien Donald H. Menzel a avancé qu’Arnold avait été abusé par des mirages. Plus récemment, le journaliste Keay Davidson a suggéré qu'Arnold avait pu voir des bolides.
Dans les années 1990, le magazine britannique Fortean Times publia un article expliquant qu'il s'agissait d'une confusion avec un vol de pélicans d'Amérique. Les pélicans blancs sont de grands oiseaux (3 m d'envergure) et leur plumage reflète la lumière du Soleil. C'est à cause de cette explication du cas fondateur du phénomène ovni que les sceptiques sont parfois surnommés, particulièrement dans le monde anglophone, des pélicanistes. Cette explication, qui fait à l'heure actuelle consensus chez les sceptiques, suppose que Kenneth Arnold, réputé bon observateur[réf. nécessaire], ait fait des erreurs d'estimation concernant la distance, la taille et la vitesse des objets.

## Publications
- The Flying Saucer As I Saw It, Boise, 1950.
- avec Raymond Palmer, The Coming of the Saucers. A Documentary Report on Sky Objects That Have Mystified the World, Boise (Idaho) ; Amherst (Wisconsin), 1952.